# Izbor za Miss Hrvatske
Izbor za Miss Hrvatske je natjecanje u ljepoti, koje se u Hrvatskoj održava od 1992. godine. Dio je izbora za Miss svijeta, koje je najstarije postojeće natjecanje ljepote. Prva Miss Hrvatske bila je Elena Šuran. Uz izbor za Miss Hrvatske postoji i izbor za Mistera Hrvatske.
Prilikom izbora za Miss, stručni ocijenjivački sud procjenjuje fizičku ljepotu, osobnost, talent, šarm natjecateljica, kako bi se izabrala djevojka koja će predstavljati Hrvatsku na svjetskom natjecanju. Prije finalnog izbora za Miss, postoje i regionalna prednatjecanja u kojima se biraju finalistice izbora. U finalnom izboru, djevojke imaju više izlazaka pred žiri i publiku u različitim odjevnim kombinacijama te ponekad uz pripadajuću plesnu koreografiju. Nakon svakog izlaska, suzuje se broj natjecateljica. Djevojke se predstavljaju i kroz svoje talent točke – ples, pjevanje, sviranje nekog glazbenog instrumenta i dr. Prije konačne odluke, stručni ocjenjivački sud preostalim natjecateljicama postavlja pitanja, na koja trebaju dati odgovor. Na kraju, ocjenjivački sud izabire pobjednicu te prvu i drugu pratilju, uz njih izabere se i Miss simpatičnosti. Pobjednica dobiva lentu, krunu i razne druge nagrade sponzora te predstavlja Hrvatsku na Izboru za Miss svijeta. 
Najviše uspjeha od hrvatskih predstavnica na Izboru za Miss svijeta, imala je Anica Martinović (sada Anica Kovač) 1995. godine, koja je bila prva pratilja Miss svijeta, osvojila je nagradu za najljepšu haljinu, a ujedno je bila i Miss Europe. Fani Čapalija 1994. godine i Branka Bebić Krstulović 1996. godine, bile su među najljepših 5 djevojaka i osvojile su titule Miss Europe. 
Prilikom Izbora za Miss Hrvatske 1998. godine, pobijedila je Lejla Šehović, ali joj je titula oduzeta nakon 5 dana, a novom missicom proglašena je prva pratilja Ivana Petković. Naknadno je došlo do promjena i Lejla Šehović je ipak predstavljala Hrvatsku na Izboru za Miss svijeta 1998. godine, a sljedeće godine nije održan Izbor za Miss Hrvatske, nego je missica automatski postala Ivana Petković.Godinama je vlasništvo nad licencom Miss Hrvatske imao gosp. Milan Šečković, a 2014.god.vlasništvo preuzimaju gđe. Iva Loparić Kontek i Maja Vračarić Kuljiš. Godine 2023. vlasništvo nad licencom u potpunosti preuzima Iva Loparić Kontek.[nedostaje izvor]

## Dosadašnje pobjednice
- 1992. godine – Elena Šuran
- 1993. godine – Fani Čapalija
- 1994. godine – Branka Bebić Krstulović
- 1995. godine – Anica Martinović (Kovač)
- 1996. godine – Vanja Rupena
- 1997. godine – Martina Novosel (Todorić)
- 1998. godine – Lejla Šehović (Filipović)
- 1999. godine – Ivana Petković
- 2000. godine – Andreja Ćupor
- 2001. godine – Rajna Raguž
- 2002. godine – Nina Slamić (Gudeljević)
- 2003. godine – Aleksandra Grdić
- 2004. godine – Ivana Žnidarić
- 2005. godine – Maja Cvjetković
- 2006. godine – Ivana Ergić
- 2007. godine – Tajana Jeremić
- 2008. godine – Josipa Kusić
- 2009. godine – Ivana Vasilj
- 2010. godine – Katarina Banić
- 2011. godine – Katarina Prnjak
- 2012. godine – Maja Nikolić[1]
- 2013. godine – Lana Gržetić[2]
- 2014. godine – Antonija Gogić
- 2015. godine – Maja Spahija
- 2016. godine – Angelica Zacchigna
- 2017. godine – Tea Mlinarić
- 2018. godine – Ivana Mudnić Dujmina
- 2019. godine – Katarina Mamić
- 2020. godine – natjecanje nije održano zbog pandemije
- 2021. godine – natjecanje nije održano zbog pandemije
- 2022. godine – natjecanje nije održano
- 2023. godine – Tomislava Dukić[3]
- 2024. godine –